# Sven Lundquist
Sven Anders Viktor Lundquist (Borås, 24 marzo 1920 – Lidingö, 3 settembre 2007) è stato un tiratore a segno svedese.

## Palmarès

### Olimpiadi
- 1 medaglia:
  - 1 bronzo (Londra 1948 nella pistola 25 metri)